# Тара (река, Русия)
Вижте пояснителната страница за други значения на Тара.
Тара е река в Русия, Западен Сибир, Новосибирска и Омска област десен приток на река Иртиш. Дължината ѝ е 806 km.
Река Тара води началото си от блатата в централната част на Васюганската равнина, на 133 m н.в., в северната част на Новосибирска област. По цялото си протежение реката тече по Васюганската равнина (част от Западносибирската равнина) в западна посока. В горното течение речната ѝ долина е неясно изразена, с малки езеровидни разширения, сливаща се с околните местности и ширина до 200 m. В средното и долно течение долината ѝ е вече ясно изразена, с ширина до 5 km, заблатена, със сравнително високи, стръмни, на места опороени брегове. Тук се появява и двустранна заливна тераса, силно заблатена, покрита с блатна растителност с ширина от 300 m до 3 km. Руслото на реката силно меандрира, но без характерните ръкави и старици, с ширина от 0,8 до 46 m и дълбочина от 0,3 до 1,3 m (в отделни дълбоки места до 8 m). Влива се отдясно в река Иртиш (от басейна на Об) при нейния 1470 km, на 54 m н.в., при село Уст Тара, Омска област.
Водосборният басейн на Тара обхваща площ от 18 300 km2, което представлява 1,11% от водосборния басейн на река Иртиш и обхваща части от Новосибирска и Омска област. Целият водосборен басейн на реката е плосък, силно заблатен, с асиметрична форма. Всичките по значителни притоци реката ги получава отдясно.
Границите на водосборния басейн на реката са следните:
- на север – водосборните басейни на река Уй, десен приток на Иртиш и реките Васюган и Парабел, леви притоци на Об;
- на юг – водосборните басейни на река Ом и други по-малки десни притоци на Иртиш.

Река Тара получава 38 притока с дължина над 20 km, като 2 от тях са с дължина над 100 km:
- 383 ← Майзас 168 / 1490, на 7 km западно от село Нови Майзас, Новосибирска област
- 318 ← Чьока 295 / 4010, на 2 km източно от село Новоложниково, Новосибирска област

Подхранването на реката е смесено, като преобладава снежното. Пълноводие от април до юни. Среден годишен отток на 081 km от устието 42 m3/s. Средна скорост на течението 0,07-0,2 m/s, максимална 0,2-0,5 m/s. Замръзва в края на октомври или началото на ноември, а се размразява в края на април или началото на май. В сурови зими напълно замръзва.
По течението на реката са разположени около 30 населени места, в т.ч. село Киштовка, районен център в Новосибирска област и посьолок Муромцево, районен център в Омска област.
Плавателна за малки съдове на 350 km от устието, до село Киштовка, а при високи води още малко по-нагоре.